# 索引
索引（拉丁語：Index），又稱引得，通檢，備檢，是一本书籍的重要组成部分，它把书中的重要名词名稱罗列出来，并给出它们相应的页码，方便读者快速查找该名词的定义和含义。